# حادث قطار سانتياغو دي كومبوستيلا
حادث قطار سانتياغو دي كومبوستيلا هو حادث قطار تابع لشركة رينفي، وقع في حدود الساعة التاسعة مساء، يوم 24 يوليو 2013 في مدينة سانتياغو دي كومبوستيلا في منطقة غاليسيا شمال غرب إسبانيا، حيث لازالت الإحصائيات المؤقتة تقدم حوالي 70 قتيل و 143 جريح.
و يعتبر الحادث من أسوأ حوادث القطار في إسبانيا.
كان القطار يحمل 218 راكبا و 4 موظفين، وكان يربط العاصمة مدريد بمدينة فيرول.
جاء الحادث قبل يوم من احتفالات القديس جاك، وقد تم إلغاء الاحتفالات من قبل السلطات المحلية.

## وصف
في حوالي الساعة 20:41 حسب توقيت وسط أوروبا الصيفي (18:41 ت ع م) في 24 يوليو 2013، القطار التابع للشركة الوطنية رينفي، يخرج عن سكته في حي أنغروا في مدينة سانتياغو دي كومبوستيلا، حيث يأمن حركة النقل بين محطة مدريد كامارتين و مدينة فيرول، و ينقل 218 راكب إلى جانب 4 موضفين في لحظة الحادث.

## ردود الفعل
- - ملك إسبانيا خوان كارلوس : يزور المصابين والناجين، ويقول : إن كل الأسبانيين يشعرون بألم أسر الضحايا الثمانين الذين قتلوا في حادث قطار وقع شمال البلاد.[5]
- - رئيس الحكومة الإسبانية ماريانو راخوي : زار موقع الحادث ويعبر عن دعمه للضحايا ووصف الحادث بأنه حادث قطار رهيب في سانتياغو.[6]
- - البابا فرنسيس : دعا البابا فرنسيس للصلاة للضحايا، وأضاف «إنه ينضم إلى الأسر في حزنهم ويدعو للصلاة في هذا الحادث المأساوي» .[7]
- - نادي ريال مدريد : يصدر بيانا رسميا يتقدم فيه بالتعازي لأسر الضحايا وأبرز نجومه كريستيانو رونالدو يتبرع بالدم لأجل المصابين، و ريكاردو كاكا يرسل التعازي لأسر الضحايا عبر التويتر .[8][9]
- - الرئيس فلاديمير بوتين : قدم الرئيس الروسي فلاديمير بوتين تعازيه لعائلات الضحايا وللملك.[10]
- - الرئيس فرانسوا أولاند : بعث الرئيس الفرنسي أولاند رسالة دعم وتعزية لعائلات الضحايا وللشعب الإسباني.[11]
- - الرئيس باراك أوباما : عبر الرئيس الأمريكي عن صدمته من الحادثة وحزنه الشديد عن وقوع ضحايا ودعا الملك الإسباني إلى الطلب من السلطات الأمريكية الدعم المادي إذا احتاجوا ذلك.[12]
- تم إعلان الحداد لمدة ثلاثة أيام في إسبانيا وامتدت لمدة سبعة أيام في منطقة غاليسيا. و من جهة أخرى تم الوقوف لدقيقة صمت في بطولة العالم للسباحة 2013 المقامة في برشلونة.

## الأسباب
الأسباب الجزئية المعلن عنها هو أن السبب الرئيسي للحادث هو تجاوز السرعة المحددة وهي 80 كم/س عند منعطف مما أدى إلى انحراف القطار عن السكة.

## صور الحادث

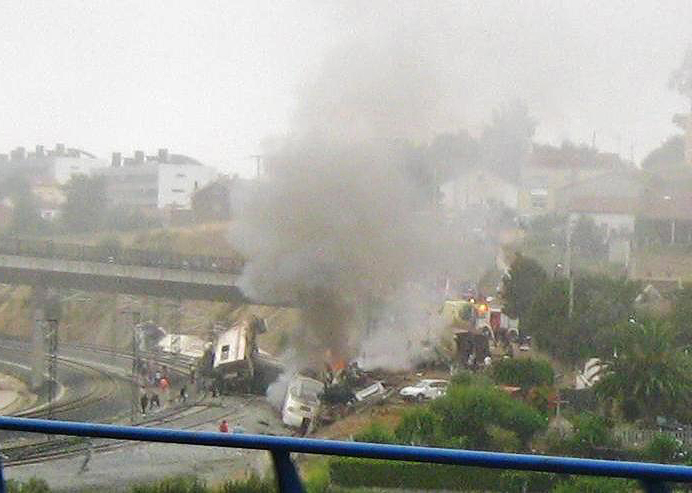
مكان الحادث
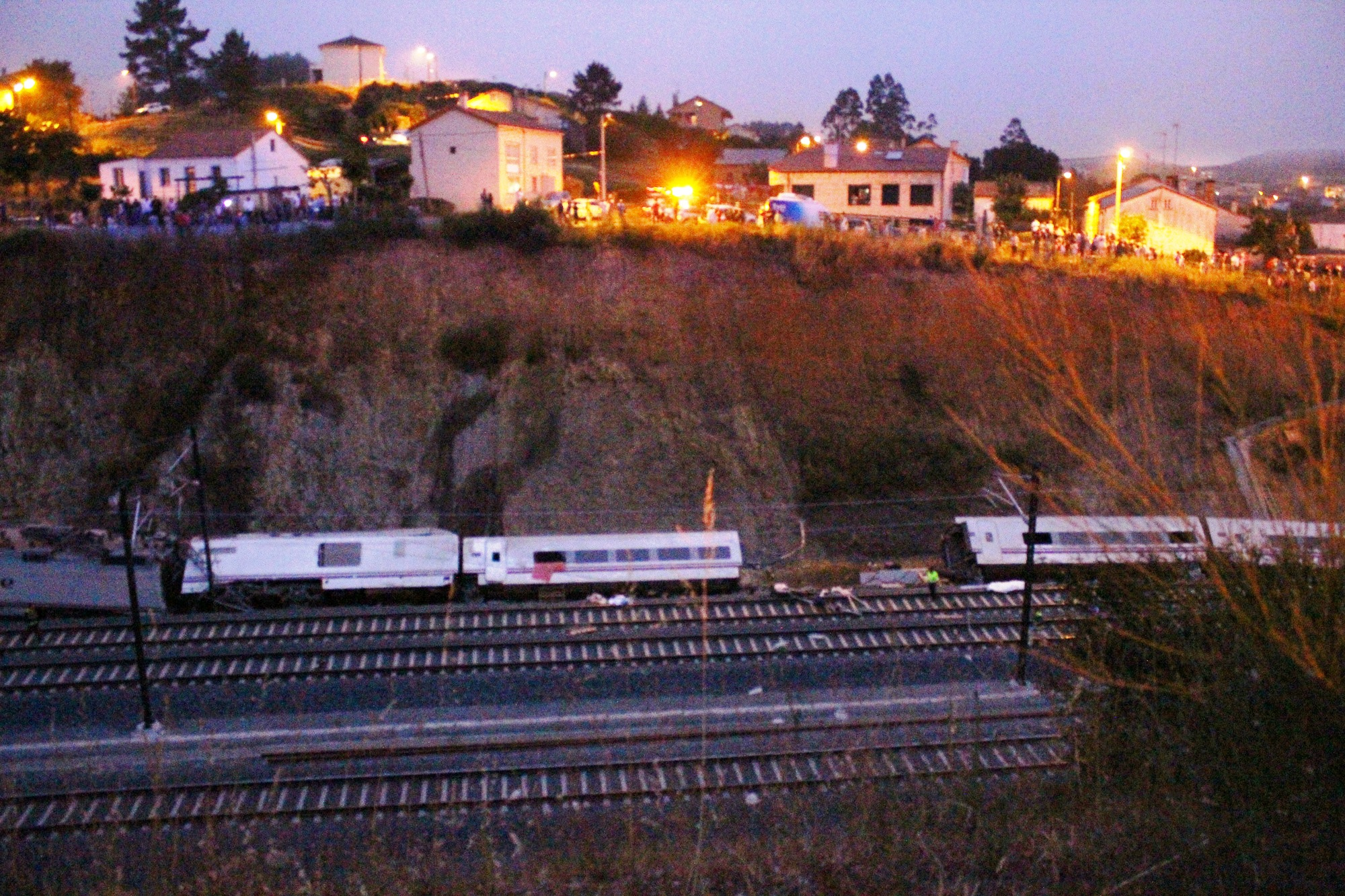
القطار خارج السكة
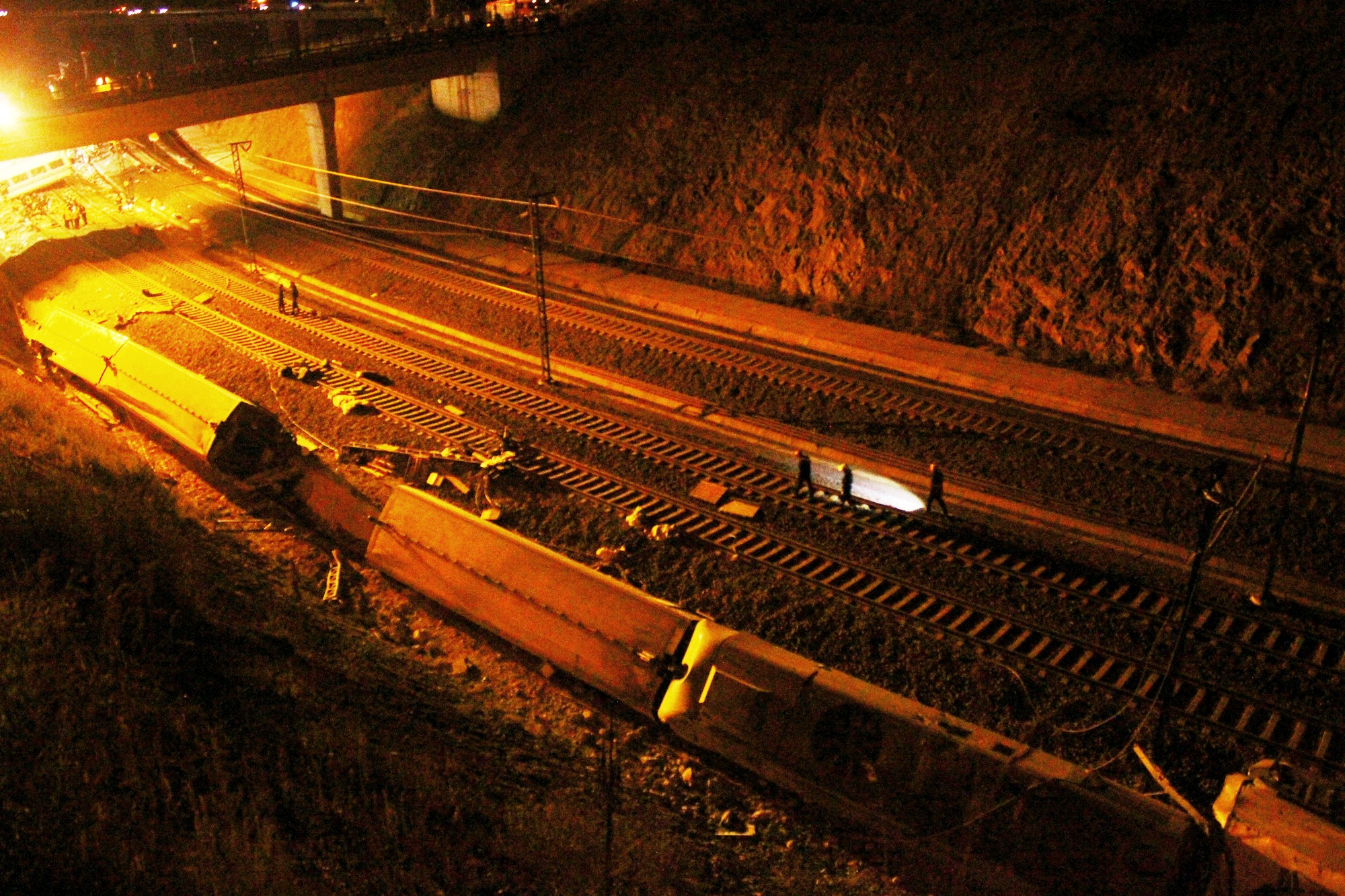
عربات القطار في الحادث
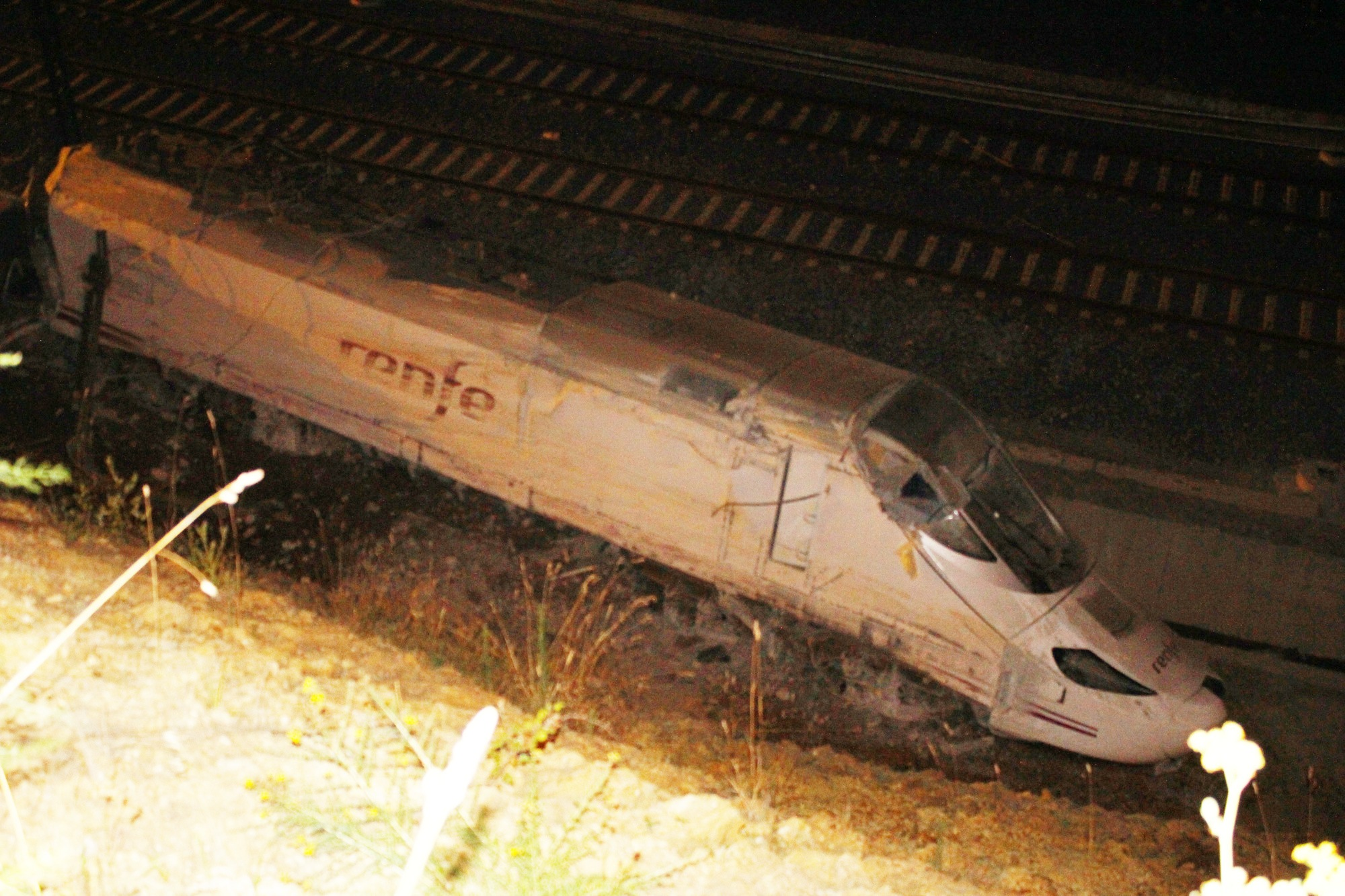
عربة القيادة التالفة
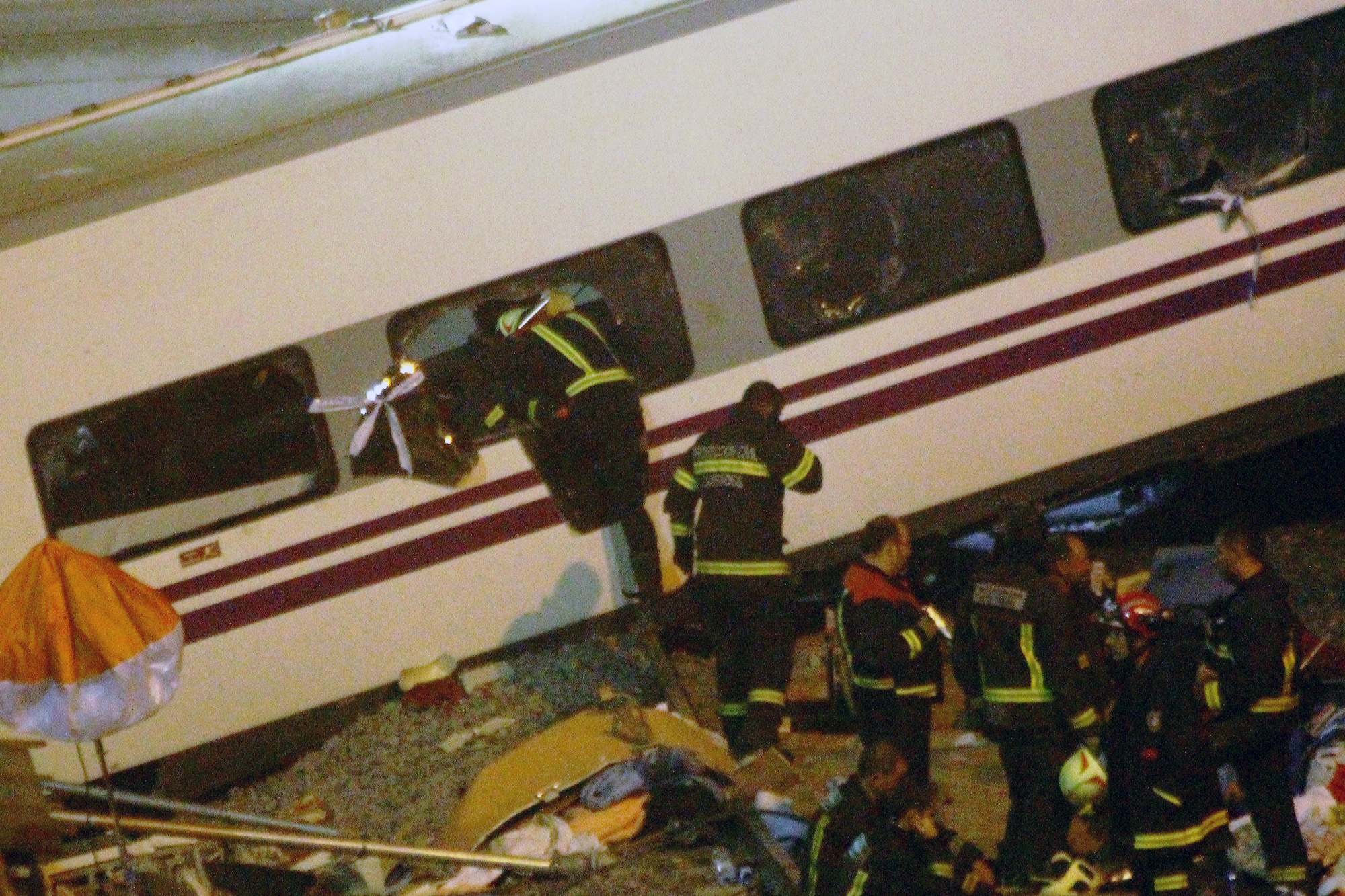
النجدة تحاول إيجاد الناجين و الضحايا
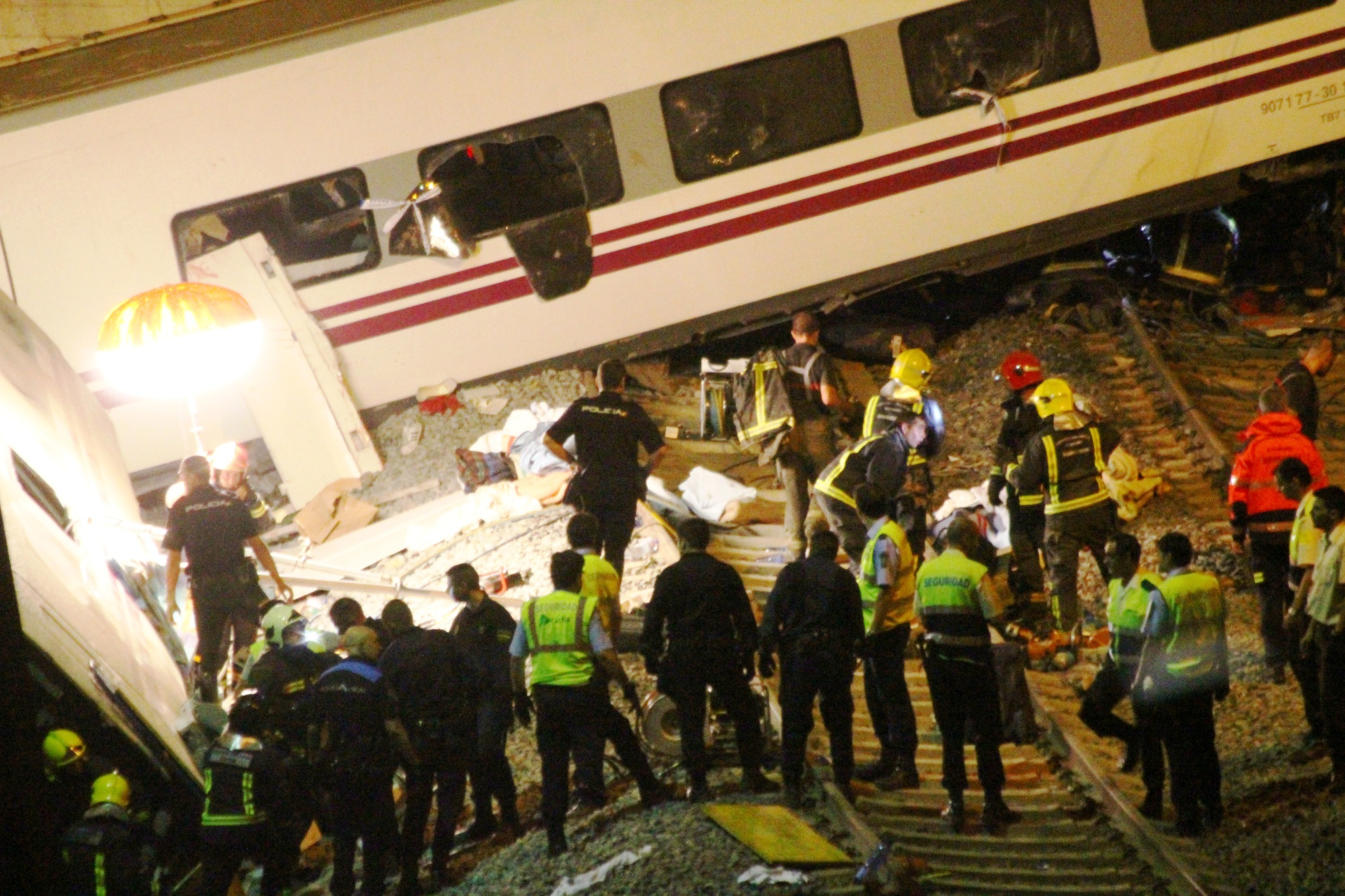
قوات الإغاثة

## مقالات ذات صلة
- حادث قطار